# Palparinae
Palparinae es una subfamilia de la familia Myrmeleontidae.

## Taxonomía
La subfamilia comprende 14 géneros:
- Crambomorphus
- Golafrus
- Lachlathetes
- Negretus
- Nosa
- Palparellus
- Palpares
- Pamares
- Pamexis
- Pantherleon
- Stenares
- Tomatarella
- Tomatares
- Valignanus